# Бібліотека Українського католицького університету
Бібліотека Українського католицького університету (Бібліотека УКУ) є однією із університетських бібліотек України. Головний корпус розташований у Центрі імені Митрополита Андрея Шептицького (Центр Шептицького) Українського католицького університету.

## Структура
Бібліотечні фонди, які нараховують понад 170 000 примірників та близько 2 600 назв періодичних видань, розташований у двох корпусах Університету (вул. Стрийська, 29a та пр-кт Святого Івана Павла II, 35а). Вони систематизовані за класифікацією Бібліотеки Конгресу США. 
У Центрі Шептицького бібліотечні фонди розміщені на трьох поверхах:
- 2 поверх: G-Z (соціальні науки, мистецтво, філологія, художня література, прикладні науки, бібліографія), періодичні видання за поточний календарний рік, полиці викладачів, книги Центру гуманітарних досліджень;
- 3 поверх: BL-F (богослов'я, історія), фонд стародруків та спеціальних колекцій, книги Бізнес-школи, Інституту лідерства та управління, полиці видавництв;
- 4 поверх: A-BJ (довідкові видання, філософія, психологія, етика), колекція журналу «National Geographic».

Крім того, в цьому корпусі знаходяться два книгосховища з закритим доступом. У корпусі Філософсько-богословського факультету (пр-кт Святого Івана Павла II, 35а) розміщено два читальні зали. Це — читальний зал богословсько-філософської літератури і читальний зал періодичних видань. Тут також розташовано книгосховище.

## Історія
Історія становлення і розвитку Бібліотеки УКУ нерозривно пов'язана із заснуванням Греко-католицької богословської академії, яку створив у 1928—1929 роках у Львові митрополит Андрей Шептицький. Бібліотека (спочатку Богословської академії) сформувалась на основі книг (близько 1 тис. збереження), які подарував митрополит Андрей Шептицький книгозбірні семінарії та Богословському науковому товариству. Перед радянською окупацією Бібліотека збільшила кількість книг до 6 тис. одиниць збереження та налагодила зв'язки з українськими, польськими, італійськими та чеськими видавництвами. Німецьке бомбардування 15 вересня 1939 року зруйнувало академічну Церкву Святого Духа та бібліотеку. Після приходу в Галичину більшовицьких військ в кінці вересні 1939 року академію закрили, а багатьох викладачів та студентів репресували. Згодом до радянських репресій додалися репресії німецької окупаційної влади. Тож на початку 1990-х років, після відкриття Університету, будівлю Бібліотеки довелося заново відновлювали.
У 1995 році Бібліотека розпочинає свою роботу з впорядкуванням подарованих книг із книгозбірні Українського католицького університету та Папського біблійного інституту з Риму, о. Івана Кота з Бельгії, о. Івана Музички з Риму, від добродійної організації «Церква в потребі» з Німеччини. У результаті 1999—2000 роках бібліотечний фонд нараховував вже 35 тис. одиниць.
Бібліотеку очолювали (за хронологічним принципом) Михайло Петрович, Іван Герасим, Юрій Підлісний, Тарас Тимо. У 2017 р. бібліотека переїхала у новозбудований корпус Університету - Центр імені митрополита Андрея Шептицького.
З 2021 року директоркою Бібліотеки є Оксана Микитин.
На сьогодні Бібліотека УКУ володіє найбільшою колекцією богословської літератури в Україні, яка містить як стародруки, так і сучасні видання. Колекція постійно поповнюється новими виданнями з історії Церкви в Україні, перекладами творів Отців Церкви, дослідженнями з питань екуменізму тощо. Детальніше про історію формування богословської колекції можна ознайомитись у статті, опублікованій у британському видавництві “Brill”.
Бібліотека УКУ має підписаний Меморандум для створення «Асоціації богословських бібліотек України».
У співпраці нашими партнерами є:
- Волинська православна богословська академія;
- Дрогобицька духовна семінарія блаженних священномучеників Северина, Якима та Віталія;
- Івано-Франківська академія Івана Золотоустого;
- Київська Трьохсвятительська духовна семінарія;
- Українська євангельська теологічна семінарія.

З 2022 року Бібліотека УКУ є екстраординарним членом Європейської асоціації католицьких бібліотек (Bibliothèques Européennes de Théologie (BETH)), яка об'єднує бібліотеки католицьких університетів, богословських факультетів та семінарій Європи. Її мета — сприяти обміну літературою, досвідом, працівниками; організовувати спільну передплату електронних ресурсів та координувати діяльність католицьких бібліотек. У рамках цієї співпраці бібліотека є учасником проекту «Мережа богословської літератури».
Бібліотека УКУ також є офіційним членом Української бібліотечної асоціації (УБА). Це незалежна всеукраїнська громадська організація з індивідуальним і колективним членством, яка об'єднує на добровільних засадах осіб, професійно пов'язаних з бібліотечною справою, бібліографічною та інформаційною діяльністю, та тих, хто зацікавлений у їх розвитку.
З квітня 2022 року Бібліотека УКУ стала членом Американської бібліотечної асоціації (American Library Association (ALA)) — найбільшої (49 727 членів станом на 2021 р.) та найстарішої (заснована 1876 р.) бібліотечної асоціації у світі, яка спрямована на розвиток бібліотечної справи як у США, так і поза їх межами.
Крім того, у грудні 2022 року Бібліотека УКУ стала інституційним членом Американської богословської бібліотечної асоціації (American Theological Library Association (ATLA)) — спільноти, котра налічує понад 800 учасників, які об'єднані ідеєю розвитку і масштабуванням співпраці в середовищі, яке професійно займається питаннями вивчення та популяризації релігійних і теологічних студій.

## Бібліотека у цифрах
- Штат — 18 працівників.
- Площа — (6027 м² — Центр Шептицького і 305,4 м² — Філософсько-богословський факультет).
- Книжковий фонд — понад 170 000 примірників.
- Фонд періодичних видань — близько 2 600 назв журналів та газет.
- Загальна кількість відвідувань за 2022 рік — 12999.
- Загальна кількість книговидавців за 2022 рік — 5396.

## Фонд стародруків та спеціальних колекцій
Фонд стародруків та спеціальних колекцій – одна з найвагоміших складових частин бібліотеки. Містить колекцію стародруків, цінних та рідкісних книг, архівних матеріалів. 
З-поміж стародруків найчисленнішу групу становлять богослужбові книги: Ірмолої, Часослови, Четьї Мінеї, Афологіони, Требники, Октоїхи, Апостоли, Псалтирі, Анфологіони, Служебники Житія святих та ін. Колекція стародруків літургійного спрямування Бібліотеки УКУ є однією із найповніших збірок друкованих артефактів релігійної тематики в Україні.
Цінні та рідкісні книги у фонді представлені першими або прижиттєвими творами видатних діячів науки, культури і мистецтва, класиків художньої літератури,  примірниками, що є зразками з точки зору художнього оформлення. Сюди належать, наприклад, видання Василя Липинського «Послання до братів-хліборобів», німецькомовна праця Юрія Пелеха «Історія Греко-Католицької Церкви» у 2-х томах, підручник з латинської граматики, укладений Юлієм Кобилянським, рідкісна праця Володимира Січинського «Конспект з історії світового мистецтва» тощо.
У спеціальній колекції знаходяться книги з автографами та дарчими підписами відомих церковних, громадських та культурних діячів. Зокрема, автографи Климентія Шептицького, Сергія, Михайла та Олександра Грушевських.
До складу фонду стародруків та спеціальних колекцій також входять особисті архіви видатних вчених, меценатів, діячів Церкви або окремих громадських організацій, якими пишається бібліотека. Зокрема:
- архів Богдана-Ігоря Антонича[9]
- архів Володимира Косівського
- архів Ігоря Шевченка[10]
- архів Миколи Ґеника-Березовського
- архів Миколи Чубатого
- архів Мирослава Лесіва[11]
- архів польського Самвидаву
- архів українського Самвидаву

Крім того, у фонді присутні такі колекції:
- колекція книг та нот, подарована відомим музикознавцем Крістофом Вольфом, — складається з авторських монографій, збірників наукових праць, книг та музикознавчої періодики під редакцією Крістофа Вольфа, ілюстрованих популярних видань про міста, пов'язані творчістю відомих музикантів, а також повного факсимільного видання нот Карла Філіппа Емануеля Баха з коментарями вченого;
- спецколекція періодики ХІХ-ХХ ст. — включає видання науково-популярного характеру з різних регіонів України («Літературно-науковий вісник», «Кіевская старіна», «Мета», «Візантійський временік», «Записки НТШ», «Етнографічний збірник», «Вістник Європи», «Рідна земля», «Краківські вісті», «Дзвони»), а також добірку періодики релігійного характеру («Голос спасителя», «Добрий пастир», «Временік Ставропійського інституту» та ін.);
- єдиний в Україні цілісний комплект шематизмів греко-католицької церкви.